# Peltaster placenta
Peltaster placenta är en sjöstjärneart som först beskrevs av Müller och Franz Hermann Troschel 1842.  Peltaster placenta ingår i släktet Peltaster och familjen ledsjöstjärnor. Inga underarter finns listade i Catalogue of Life.